# 天竜警察署
天竜警察署（てんりゅうけいさつしょ）は、静岡県浜松市天竜区にある静岡県警察が管轄する警察署。

## 所在地
- 天竜警察署：浜松市天竜区二俣町阿蔵8番地の3
  - 遠州鉄道西鹿島駅より、遠鉄バス秋葉線「秋野不矩美術館入口」バス停下車、徒歩約10分。
  - JR東海磐田駅より、遠鉄バス磐田天竜線「警察署入口」バス停下車、徒歩約3分。
- 水窪分庁舎：浜松市天竜区水窪町奥領家2947番地の1

## 沿革
- 1954年（昭和29年）7月1日 - 静岡県警察が発足し、二俣警察署・水窪警察署が設置される。
- 1958年（昭和33年）11月3日 - 二俣警察署を天竜警察署に改称する。
- 2007年（平成19年）4月1日 - 水窪警察署を廃止し、天竜警察署へ統合する（水窪警察署は水窪分庁舎となる。）。同時に旧春野町域を管轄区域に編入し、旧豊岡村域を本署から磐田警察署へ移管する。

## 組織
- 署長（警視）
  - 副署長 （警視）
    - 警務課
    - 会計課
    - 刑事課ー生活安全課
    - 地域課
    - 交通課
    - 警備課

  - 水窪担当次長兼水窪交番所長（警部）

## 分庁舎
- 水窪分庁舎

## 交番
- 署所在地交番
- 船明交番（ふなぎら）
- 佐久間交番（さくま）
- 浦川交番（うらかわ）
- 水窪所在地交番

## 警察官駐在所
- 龍山駐在所（たつやま）
- 城西駐在所（しろにし）
- 熊駐在所（くま）
- 熊切駐在所（くまきり）
- 阿多古駐在所（あたご）
- 西浦駐在所（にしうれ）
- 西鹿島駐在所（にしかじま）
- 山香駐在所（やまか）
- 気田駐在所（けた）
- 春野町駐在所（はるのちょう）